# Walter Hunt
Walter Hunt (1796-1859) va ser un enginyer i inventor nord-americà. Va viure i va treballar a l'estat de Nova York on va tenir una prolífica vida com a inventor, destacant especialment per creacions tan populars com la màquina de cosir (1833), l'agulla imperdible (1849) o el precursor del fusell Winchester entre d'altres.
Hunt no es va adonar de la importància de molts dels seus invents quan els va crear, malgrat que avui dia gran part del seu llegat és àmpliament utilitzat. En el cas de l'imperdible, Hunt va vendre la patent per 400 dòlars (aproximadament 10.000 dòlars de 2008) a l'empresa W. R. Grace and Company per saldar un deute de $15. No va arribar a patentar la màquina de cosir pel fet que podria arribar a destruir llocs de treball, encara que posteriorment, l'inventor Elias Howe va realitzar diverses millores sobre l'invent de Walter Hunt i la va patentar, fet que el va portar als tribunals.
Igual que Howe, Walter Hunt està enterrat al cementiri de Green-Wood a Brooklyn, Nova York.

## Creacions
Alguns dels invents de Walter Hunt, amb els seu número de patent corresponent:

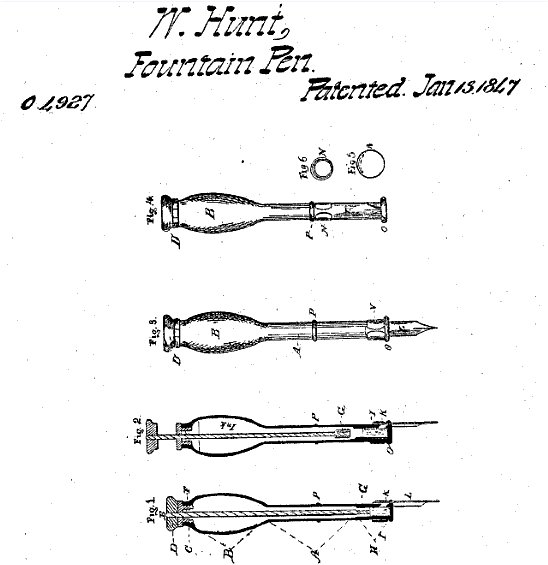
Ploma estilográfica Patent 4.927
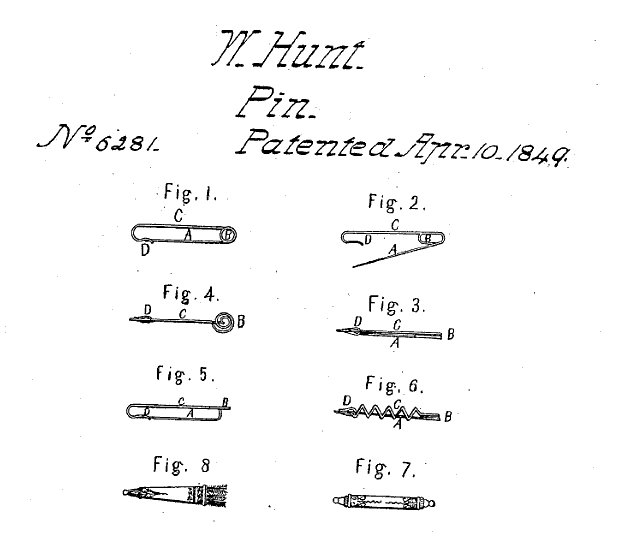
Imperdible Patent 6.281
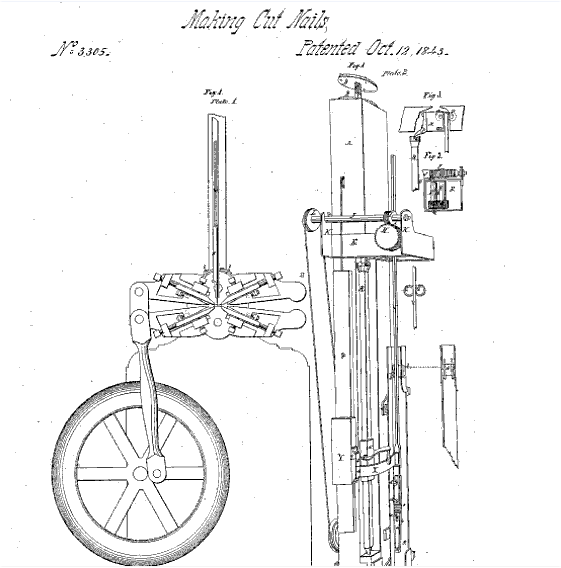
Màquina per fabricar claus Patent 3.305
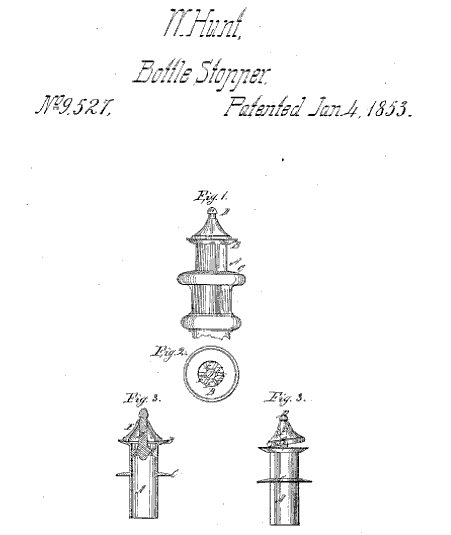
Tap giratori Patent 9.527
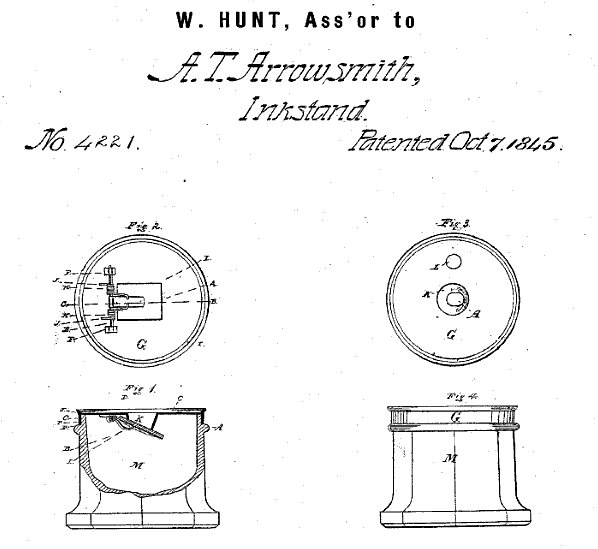
Tinter Patent 4.221
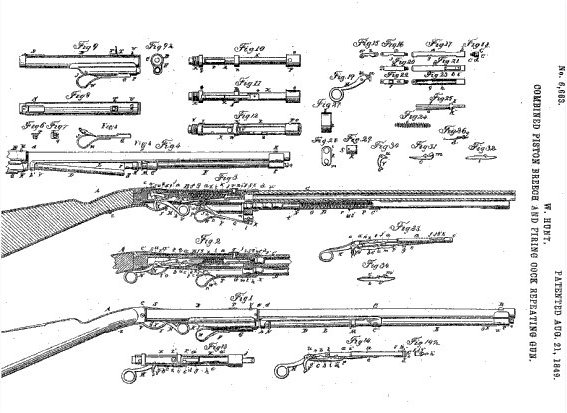
El precursor del fusell Winchester Patent 6.663
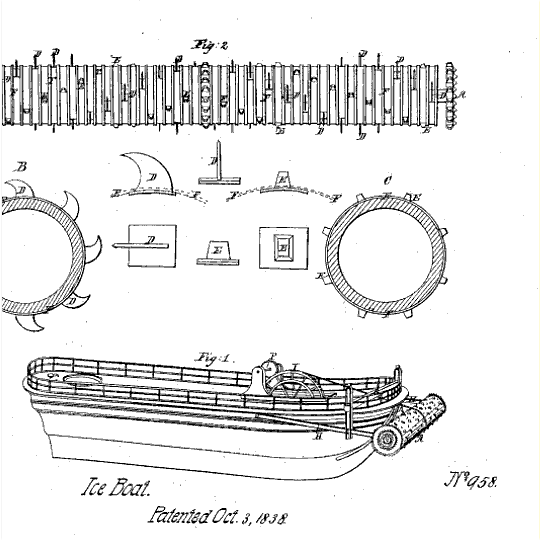
Barco per creuar zones amb gel Patent 958